# Urðarteigsfjall
Urðarteigsfjall är ett berg i republiken Island. Det ligger i regionen Austurland, 300 km öster om huvudstaden Reykjavík. Toppen på Urðarteigsfjall är 717 meter över havet.
Trakten runt Urðarteigsfjall är nära nog obefolkad, med mindre än två invånare per kvadratkilometer. Det finns inga samhällen i närheten. Trakten runt Urðarteigsfjall består i huvudsak av gräsmarker.